# 坎諾比諾河

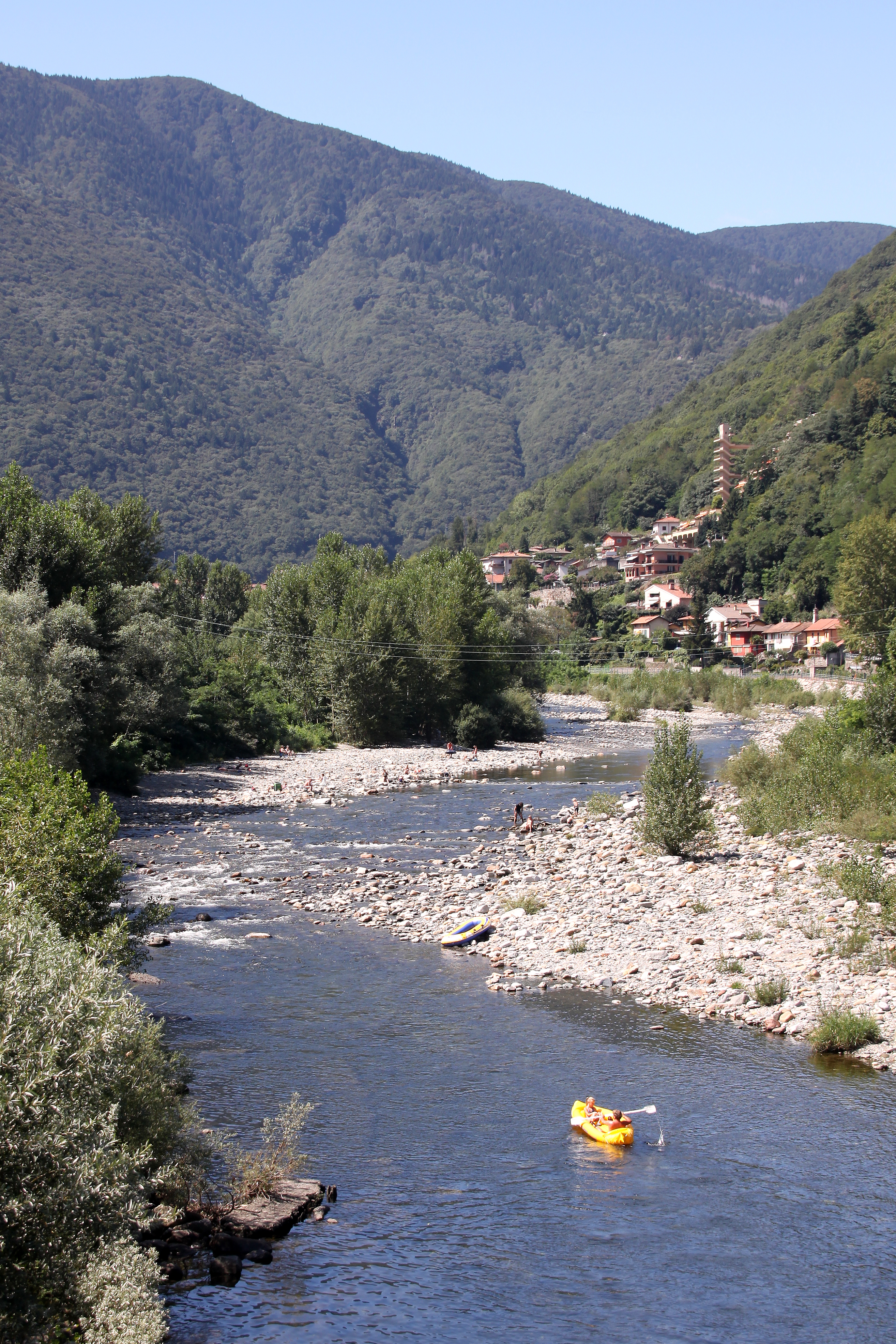

坎諾比諾河是意大利的河流，位於該國北部韋爾巴諾-庫西亞-奧索拉省，河道全長25公里，平均流量每秒立方米，發源自阿爾卑斯山脈，最終在坎諾比奧注入馬焦雷湖，河畔城鎮有法爾門塔和卡瓦廖-斯波恰。

## 外部連結
- Overview of the entire course of the Cannobino on Google maps

46°04′10″N 8°41′54″E / 46.06944°N 8.69833°E